# Programa d'entrevistes
Un programa d'entrevistes (en anglès, talk show) és un gènere de programa de televisió o de ràdio en el qual una persona o grup de persones parla de diversos temes exposats per un presentador.
En general, els convidats dominen o tenen gran experiència en relació amb qualsevol assumpte que s'està discutint en un episodi d'un programa. Altres vegades, una sola persona parla sobre el seu treball o àrea d'especialització amb un presentador o copresentadors. De vegades, els convidats ja estan asseguts al plató, però sovint els presenten i apareixen des de darrere del plató. Gay Byrne, Steve Allen, Jack Paar, Johnny Carson, Dick Cavett, Ed Sullivan, Oprah Winfrey, Kris Aquino, Ellen Degeneres, Boy Abunda, Howard Stern, Rush Limbaugh, i Mosunmola Abudu han presentat destacats programes d'entrevistes; en molts casos, els programes han fet famosos els seus presentadors.